# Astrid Fleischer Rex
Astrid Emilie Juliane Fleischer Rex (geb. Fleischer; * 7. Juli 1954 in Uummannaq; † 22. August 2023 in Sæby) war eine grönländische Politikerin und Lehrerin.

## Leben
Astrid Fleischer Rex war die Tochter des Zimmermanns Hans Fleischer und dessen Frau Sofie Henriksen. Ihr jüngerer Bruder ist der Musiker Ulf Fleischer (* 1959). Sie wuchs in Qullissat auf, bis die Stadt in den 1970er Jahren aufgegeben wurde. Sie ließ sich zur Lehrerin ausbilden und legte 1978 das Lehrerexamen in Vordingborg ab. Anschließend war sie Lehrerin in Maniitsoq, dann von 1981 bis 1983 Schulleiterin in Saattut, dann bis 1985 Lehrerin an der USK in Nuuk und schließlich an der Nuussuup Atuarfia ebendort, wo sie teils auch als kommissarische Schulinspektorin fungierte.
Sie trat für die neugegründeten Demokraatit bei der Parlamentswahl 2002 an und wurde direkt ins Inatsisartut gewählt. Bei der Kommunalwahl 2005 wurde sie auch in den Rat der Gemeinde Nuuk gewählt. Bei der Parlamentswahl 2005 wurde sie wiedergewählt. Bei der Folketingswahl 2007 kandidierte sie erfolglos. Bei der Kommunalwahl 2008 wurde sie in den Rat der neugegründeten Kommuneqarfik Sermersooq gewählt. Bei der Parlamentswahl 2009 gelang ihr zum dritten Mal in Folge der Einzug ins Inatsisartut. 2011 verließ sie den Kommunalrat, um sich auf die Landespolitik konzentrieren zu können. Zum Ende der Legislaturperiode verließ sie 2013 die Demokraatit und wechselte zur Inuit Ataqatigiit, für die sie bei der Wahl 2013 antrat und den dritten Nachrückerplatz erreichte. Von dort aus wurde sie im Herbst 2014 für eine Woche stellvertretend Parlamentsmitglied. Anschließend beendete sie ihre politische Karriere und zog ins dänische Sæby. Dort starb sie am 22. August 2023 im Alter von 69 Jahren. Sie hinterließ drei Söhne.